# Лэдд, Джордж Элдон
Джордж Э́лдон Лэдд (англ. George Eldon Ladd; 31 июля 1911[…], Альберта — 5 октября 1982[…], Пасадина, Калифорния) — американский евангелический теолог и библеист, специалист по христианской эсхатологии. Разработчик идей начавшейся эсхатологии и футуристического посттрибулационизма. 

## Биография
Родился 31 июля 1911 года в Альберте.
Изучал теологию к Гордонском колледже в Массачусетсе и Гордонской школе богословия.
В 1933 году стал пастором Северной баптистской конвенции.
В 1942—1945 годах — преподаватель, в 1946—1950 годах — ассоциированный профессор новозаветных исследований и греческого языка и 1946—1949 годах — заведующий кафедрой новозаветных исследований Гордонского колледжа теологии и миссионерства.
В 1949 году получил доктора философии в Гарвардском университете, защитив диссертацию по теме «Эсхатология в Дидахе».
В 1950 году стал эрствильским профессором новозаветной экзегетики и теологии в Фуллеровской теологической семинарии.
В 1978 году в честь Лэдда был издан фестшрифт «Единство и разнообразие богословия Нового Завета: очерки в честь Джорджа Э. Лэдда» (англ. Unity and Diversity in New Testament Theology: Essays in Honor of George E. Ladd), в издании которой принимались участие Уильям Баркли, Фредерик Файв Брюс, Ричард Лонгенекер, Иан Ховард Маршалл, Леон Лэмб Моррис и Дэниел Пэйтон Фуллер.

## Научная деятельность
Богословские труды о Царствие Божием (особенно его мысли о начавшейся эсхатологии) стали краеугольным камнем теологии Царствия Божия.
Лэдд являлся признанным современным сторонником предмилленниализма и критиком диспенционализма, хотя последний был широко признан в евангелической среде в середине XX века. По этой причине его противники критически сравнили эсхатологические взгляды Лэдда с амилленаризмом, который был популярен в реформатских теологических кругах. Вопреки этому Лэдд не являлся реформатом и отвергал кальвинистское учение о спасении. 
Magnum opus Лэдда является монография «Богословие Нового Завета» впервые вышедшая в 1974 году. В 1993 году теолог и библеист Дональд Альфред Хагнер подготовил улучшенное и обновлённое издание.

## Отзывы
Историк христианства Марк Аллан Нолл считает монографию Лэдда «Богословие Нового Завета» второй по значимости, после «Наставления в христианской вере» Жана Кальвина, в евангелической среде в США.
Теолог Дональд Альфред Хагнер отмечает, что в Фуллеровской теологической семинарии Лэдд «стал одной из ключевых личностей» в развитии библейской теологии.
Теолог и библеист Джон Стивен Пайпер использует стремление Лэдда к научному авторитету как поучительную историю и рассказывает насколько тот был «сокрушён эмоционально и профессионально» из-за критической рецензии библеиста Нормана Перрин на монографию «Иисус и Царство», а также указывает, что спустя десять лет, когда «Богословие Новое Завета» достигла ошеломительного успеха, Лэдд ходил по залам Фуллеровской теологической семинарии, крича и размахивая денежным чеком с гонораром.
Библеист Ральф Филип Мартин отмечал, что хотя Лэдд не смог установить связи с коллегами в Европе, тем не менее «именно на внутреннем фронте его влияние в основном и глубоко ощущалось, вследствие чего в 1970–1980 годы он был провозглашён ведущим евангельским исследователем Библии и писателем в Северной Америке».

## Научные труды

### Монографии
- The Blessed Hope. — Grand Rapids, MI : Eerdmans[англ.], 1956. — ISBN 9780802811110.
- The Gospel of the Kingdom: scriptural studies in the kingdom of God. — Grand Rapids, MI : Eerdmans[англ.], 1959. — ISBN 9780802812803.
- Jesus and the Kingdom: the eschatology of Biblical realism. — New York : Harper & Row, 1964.
- Rudolf Bultmann. — Chicago, IL : Inter-Varsity Press[англ.], 1964. — Vol. 7.
- The New Testament and Criticism. — Grand Rapids, MI : Eerdmans[англ.], 1967. — ISBN 9780802831606.
- A Commentary on the Revelation of John. — Grand Rapids, MI : Eerdmans[англ.], 1972. — ISBN 9780802816849.
- The Presence of the Future: the eschatology of Biblical realism. — Grand Rapids, MI : Eerdmans[англ.], 1973. — ISBN 9780802815316. — новое издание Jesus and the Kingdom
- A Theology of the New Testament. — 1st general. — Grand Rapids, MI : Eerdmans[англ.], 1974. — ISBN 9780802834430. — первоначально вышла небольшим тиражом в 1957 году
- I Believe in the Resurrection of Jesus. — Grand Rapids, MI : Eerdmans[англ.], 1975. — Vol. 2. — ISBN 9780802816115.
- The Last Things: An Eschatology For Laymen. — Grand Rapids, MI : Eerdmans[англ.], 1978. — ISBN 9780802817273.
- A Theology of the New Testament. — 2nd revised. — Grand Rapids, MI : Eerdmans[англ.], 1993. — ISBN 9780802806802.

### Статьи
- ——— (Jan 1952). The Kingdom of God in the Jewish Apcryphal Literature: Part 1. Bibliotheca Sacra[англ.]. 109: 55–62.
- ——— (Apr 1952). The Kingdom of God in the Jewish Apcryphal Literature: Part 2. Bibliotheca Sacra[англ.]. 109: 164–174.
- ——— (Oct 1952). The Kingdom of God in the Jewish Apcryphal Literature: Part 3. Bibliotheca Sacra[англ.]. 109: 318–331.
- ——— (Jan 1952). The Kingdom of God in 1 Enoch. Bibliotheca Sacra[англ.]. 11: 32–49.
- ——— (1957). The Revelation and Jewish Apocalyptic (PDF). The Evangelical Quarterly[англ.]. 29 (2): 94–100.

### Переводы на русский язык
- Лэдд Дж. Э. Богословие Нового Завета = A Theology of the New Testament / Пер. с англ. О. А. Рыбакова. — СПб.: Библия для всех, 2003. — 799 с. — 3000 экз. — ISBN 5-7454-0732-8.